# قطعنامه ۴۸۱ شورای امنیت
قطعنامه ۴۸۱ شورای امنیت سازمان ملل متحد که در تاریخ ۲۶ نوامبر ۱۹۸۰ تصویب شد، سندی بین‌المللی دربارهٔ اسرائیل-جمهوری عربی سوریه است. این قطعنامه طی نشست ۲٬۲۵۶ام با ۱۴ موافق، ۰ مخالف و ۰ ممتنع تصویب شد.
موضوع این قطع نامه دعوت اسرائیل و سوریه به برگشت به قطعنامهٔ ۳۳۸ شورای امنیت و تمدید مدت استقرار نیروهای پاسدار صلح سازمان ملل متحد در منطقه بود.